# 조지프 스티글리츠
조지프 유진 스티글리츠(영어: Joseph Eugene Stiglitz, 1943년 2월 9일 ~ )는 미국의 경제학자이다. 새케인스학파(New Keynesian Economics)에 속한다. 컬럼비아 대학교의 교수, 노벨 경제학상 수상자, 세계은행 부총재 역임자로 북유럽식 성장 모델을 선호하는 입장을 취했다.

## 생애
1943년 미국 인디애나주에서 태어나 MIT에서 폴 새뮤얼슨의 지도 아래 경제학 박사학위를 받았으며 26세에 예일 대학교 정교수가 됐다.
스티글리츠는 지불 능력의 차이에 따라 주어진 세금 부담을 분배하는 문제와 비대칭 정보로 시장에서 발생하는 문제의 유사성을 알았다. 예를 들어, 보험 회사와 은행들은 각각의 개인의 사고나 파산의 위험성을 알지 못하고 개인이 행사 피보험자를 피하기 위해 지출하는 관리를 고려하여 그들의 이익을 극대화시킬 수 있는 메뉴의 디자인을 원한다. 고용주들은 불완전한 노동자들의 능력과 노력만을 관찰할 수 있다는 점을 고려하여 생산성을 극대화하기 위해 노동 계약을 설계하기를 원한다. 스티글리츠는 1970년대 조지 애컬로프와 마이클 스펜스의 영향을 받아 이런 종류의 문제를 분석할 수 있는 모델을 고안했다. 숨겨진 특성과 인센티브 문제에 대한 연구가 정보경제학의 핵심이 되었다.
기존 성장과 민영화 위주의 주류경제학에 비판적인 입장을 견지하였다.
저서 《불평등의 대가》(2012년)를 통해서 시장은 그 자체만으로는 효율적이지도 안정적이지도 않고, 그간의 정치 시스템은 시장의 실패를 바로잡지 않았고, 경제적 불평등은 정치시스템 실패의 원인이자 결과이며 불평등은 경제 시스템의 불안정을 낳고, 그 불안정은 다시 불평등을 심화시키는 문제를 지적했다.
지난 30년간 하위 90%의 임금은 15% 증가한 반면 상위 1%는 150% 증가한 통계를 통해서, 상위 1%는 전체 사회의 부를 증가시키는 것이 아니라 정해져 있는 사회 전체의 부에서 남의 몫을 빼앗아 부를 늘려왔고 이것이 결국 불평등과 양극화를 야기시키고, 이 결과는 상위1%에게도 장기적으로 유리하지 않음을 지적했다.

## 경력
- 1995년 ~ 1997년 : 미국 예일대학교 교수, 미국 스탠퍼드대학교 교수, 미국 듀크대학교 교수, 영국 옥스퍼드대학교 교수, 미국 프린스턴대학교 교수, 빌 클린턴 행정부 경제자문위원회 위원장
- 1997년 ~ 2000년 : 국제부흥개발은행 IBRD 부총재
- 2001년 7월 ~ : 미국 컬럼비아대학교 경영국제관계학 교수

## 수상
- 2001.: 노벨경제학상 수상[4]

## 저서
- 조지프 스티글리츠 저. 이순희 역. 《불평등의 대가》. 열린책들. 2013년. ISBN 9788932916200
- 조지프 스티글리츠 저. 이순희 역. 《거대한 불평등》. 열린책들. 2017년. ISBN 9788932918396
- 조지프 스티글리츠 저. 김홍식 역. 《경제 규칙 다시 쓰기》. 열린책들. 2018년. ISBN 9788932918815